# Aeonium nobile
Aeonium nobile Praeger es una especie de planta subtropical  con hojas suculentas perteneciente a la familia Crassulaceae.

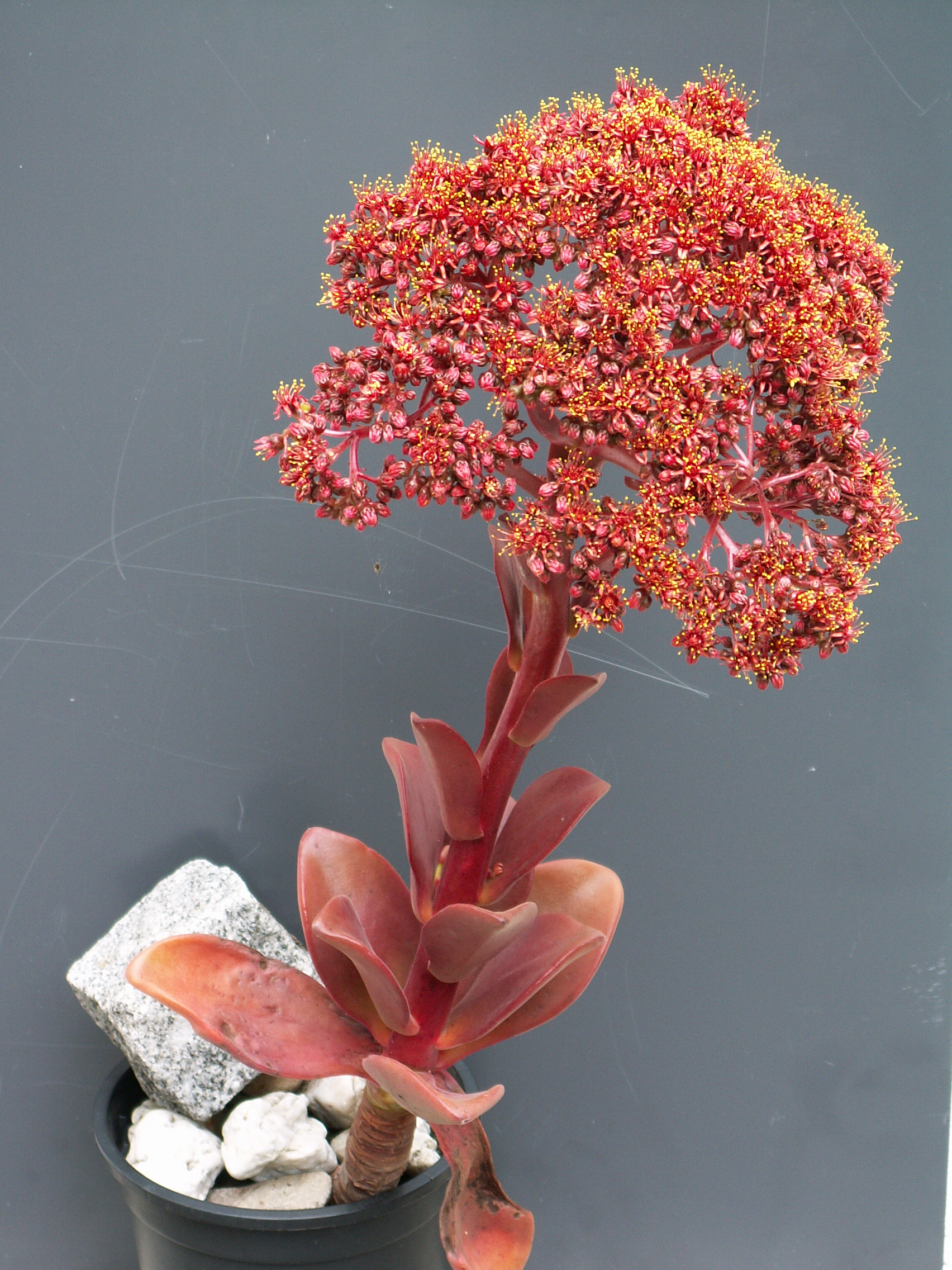
Inflorescencia

## Descripción
El bejeque rojo es sin lugar a dudas una de las especies del género Aeonium más peculiares. Esta especie de grandes inflorescencias rojas y grandes rosetas basales es de crecimiento más bien monopódico y es el único representante de la sección megalonium. Es endémica de la Palma donde la podemos encontrar al menos en el piso basal y riscos del bosque termófilo. Se suele ver con frecuencia en colecciones de plantas crasas y es usada en jardinería. Florece en verano, entre los meses de junio y septiembre.

## Distribución geográfica
Es endémica de las Islas Canarias en La Palma.

## Taxonomía
Aeonium nobile fue descrita por Robert Lloyd Praeger  y publicado en Proc. Roy. Irish Acad. xxxviii. Sect. B, 477 (1929).
Etimología
Ver: Aeonium
nobile: epíteto que significa "noble, fuera de lo ordinario".
Sinonimia
- Megalonium nobile  (Praeger) G.Kunkel
- Sempervivum nobile Praeger[3][4]